# Asia Times

Asia Times — общественно-политическое интернет-издание, основанное в 1999 году и зарегистрированное в Гонконге. Публикует материалы на английском и китайском языках.
Издание имеет более 50 корреспондентов и авторов в 17 странах Азии, в США и в Европе. Предшественником издания считается газета Asia Times, выходившая на бумаге в 1995—1997 годах, выпуск которой прекратился связи с финансовым кризисом. Согласно Compete.com, сайт имеет более 2,4 млн посетителей в год.